# Expedice 43
Expedice 43 byla třiačtyřicátou expedicí na Mezinárodní vesmírnou stanici (ISS). Expedice proběhla v období od března do června 2015. Byla šestičlenná, tři členové posádky přešli z Expedice 42, zbývající trojice na ISS přiletěla v Sojuzu TMA-16M.
Sojuz TMA-15M a Sojuz TMA-16M expedici sloužily jako záchranné lodě.

## Posádka
| Pozice          | 1. část (březen 2015)                 | 2. část (březen – červen 2015)           |
| --------------- | ------------------------------------- | ---------------------------------------- |
| Velitel         | Terry Virts, (2) NASA                 | Terry Virts, (2) NASA                    |
| Palubní inženýr |                                       | Gennadij Padalka, (5), Roskosmos (CPK)   |
| Palubní inženýr |                                       | Michail Kornijenko, (2), Roskosmos (CPK) |
| Palubní inženýr |                                       | Scott Kelly (4), NASA                    |
| Palubní inženýr | Anton Škaplerov, (2), Roskosmos (CPK) | Anton Škaplerov, (2), Roskosmos (CPK)    |
| Palubní inženýr | Samantha Cristoforettiová (1), ESA    | Samantha Cristoforettiová (1), ESA       |

V závorkách je uveden dosavadní počet letů do vesmíru včetně této mise.
Zdroj pro tabulku: NASA, AstroNote.
Záložní posádka:
- Kjell Lindgren
- Oleg Kononěnko
- Kimija Jui
- Alexej Ovčinin
- Sergej Volkov
- Jeffrey Williams

## Z průběhu
V úterý 28. dubna 2015 z Bajkonuru odstartovala ruská nákladní loď Progress M-27M se zásobami pro ISS. Její start byl neúspěšný a návrat Škaplerova, Cristoforettiové a Virtse na Zem v Sojuzu TMA-15M byl proto odložen z poloviny května na 11. června, čímž se trvání expedice o měsíc protáhlo. Cristoforettiová tím dosáhla rekordu v délce kosmického letu ženy, když o pět dní překonala Sunitou Williamsovou.